# Harmen van Wijnen
Harmen van Wijnen (Zwolle, 23 november 1967) is een Nederlandse bestuurder en predikant. Sinds 1 januari 2022 is hij voorzitter van het uitvoerend bestuur van het ABP.

## Levensloop
Van Wijnen groeide op in Zwolle. Na de middelbare school studeerde hij aan de Universiteit van Amsterdam Actuariële Wetenschappen. Op zijn 28e werd hij partner in de maatschap van Ernst & Young. Daarmee was Van Wijnen de jongste vennoot die het bedrijf wereldwijd ooit had. Nadat een goede vriend was overleden, besloot hij theologie te gaan studeren aan de Universiteit van Utrecht. In 2006 behaalde hij zijn master.
Vanaf 2004 was Van Wijnen directeur van de HGJB, de jongerenorganisatie van de Gereformeerde Bond in de Protestantse Kerk en vanaf 2008 en werd predikant in algemene dienst. In 2011 vertrok van Van Wijnen als HGJB-directeur om zich volledig te richten op het gehele jeugdwerk van de Protestantse Kerk in Nederland en zijn promotieonderzoek. Zijn onderzoek gaat over de verbanden waarin jongeren zich in een kerkelijke context bewegen. In september 2016 rondde hij zijn promotie af. Eerder in mei 2013 haalde hij het nieuws met een pleidooi voor een 'randloze kerk'. Het denken in termen van binnen-, rand-, en buitenkerkelijken sluit onnodig mensen uit, schreef Van Wijnen in het tijdschrift Idea.
Op 1 augustus 2013 werd Van Wijnen voorzitter van het college van bestuur van de Christelijke Hogeschool Ede. Vanaf 1 mei 2020 was hij algemeen directeur van het ABP. Sinds 1 januari 2022 is hij voorzitter van het uitvoerend bestuur van het ABP.
- Gemeinsame Normdatei: 1056062282
- International Standard Name Identifier: 0000 0004 3591 4312
- Nederlandse Thesaurus van Auteursnamen: 327172045
- Virtual International Authority File: 309727212
- WorldCat: E39PBJqvVf6tJKhKdGbPhwFBT3